# Armand Carrel
Armand Carrel (Rouen, 1800. május 8. – Párizs, 1836. július 24.) francia hírlapíró és politikus.

## Élete

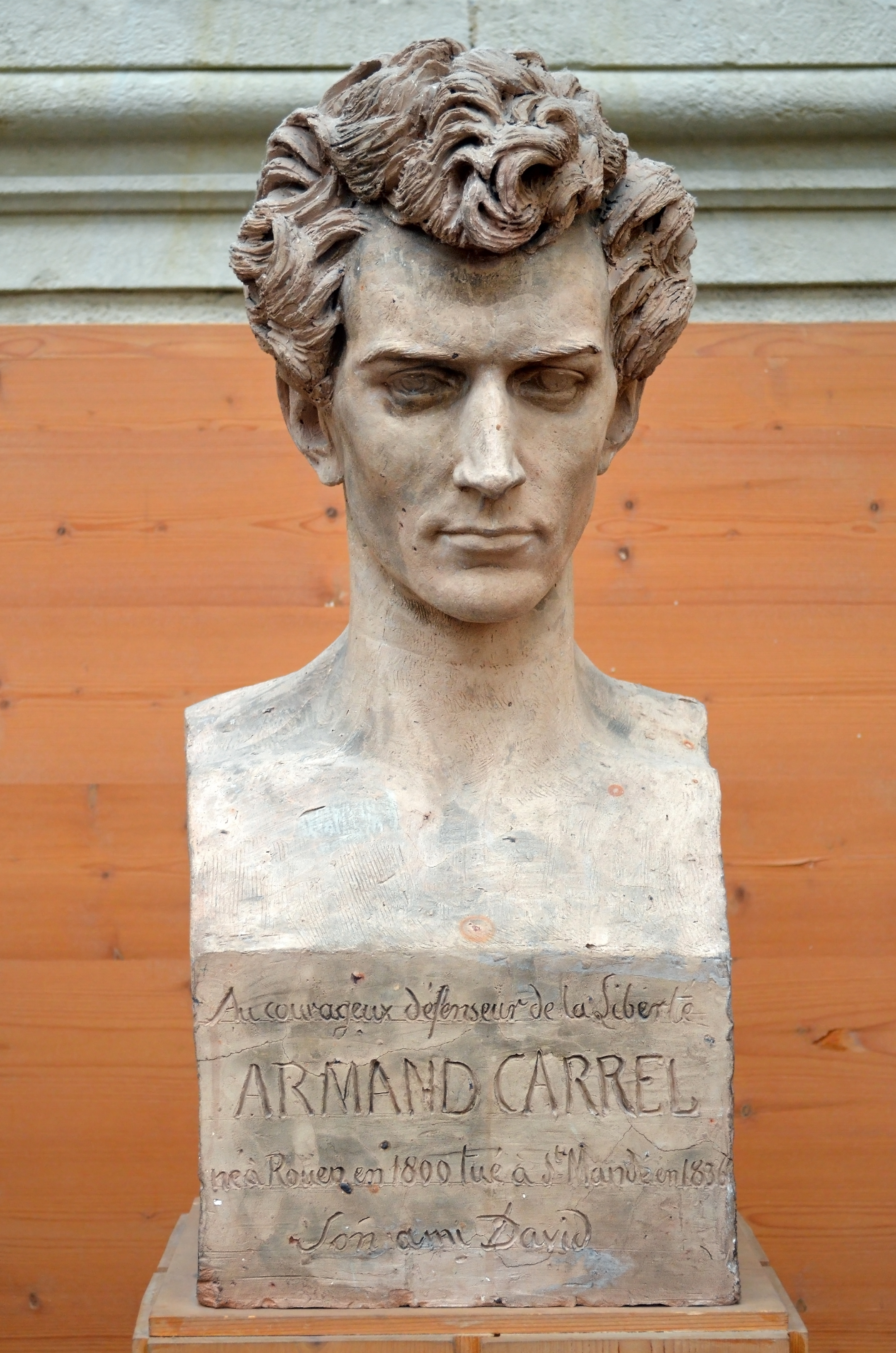
Armand Carrel, David d'Angers (1838).

A Saint-Cyr-i Katonaiskolában nevelték és 1819-ben altiszt lett. 1823-ban a franciák spanyolországi intervenciójakor önkéntesként harcolt Francisco Espoz y Mina csapatában Spanyolországban, de a franciák elfogták és halálra ítélték, melytől csak formahiba mentette meg. Ezután Párizsba ment, ahol Thierry biztatására megírta Skócia történetét, 1827-ben pedig az angol ellenforradalom történetét II. Károly és II. Jakab korában. 1830-ban Mignet és Thiers társaságában a Nationalt szerkesztette, mely csakhamar nagy tekintélyre emelkedett. Kíméletlen támadásaival és jellemének tisztaságával a kormány legveszélyesebb ellenfele volt, amiért is köztársasági eszméiért minduntalan üldözték. 1834-ben a köztársaságiak szerencsétlen felkelése után, a nemzet szabadságát nagy merészséggel védelmezte; midőn pedig mint a National ideiglenes szerkesztőjét a pairek kamarája elé idézték, Ney tábornagy elítéltetését vetette a testület szemére, amiért aztán a National felelős szerkesztőjét 10 000 frank pénzbírságra és 2 évi börtönre ítélték és ekkor a lapot is a legszigorúbban megfenyítették. Amikor a köpönyegforgató (akkoriban kormánypárti) Émile de Girardin méltatlan támadásokkal illette a Nationalt, párbajt vívott vele, melyben azonban halálosan megsebesült. Temetése alkalmával a liberális párt nagy tüntetést rendezett a kormány ellen. Iratait Oeuvres politiques et líttéraires cím alatt Émile Littré és Paulin adták ki (Párizs, 1857-58).